# كاثلين كينيدي تاونسند
كاثلين كينيدي تاونسند (بالإنجليزية: Kathleen Kennedy Townsend) (و. 1951 – م) هي محامية من الولايات المتحدة الأمريكية ولدت في غرينويتش.
وهي عضوة في الحزب الديمقراطي الأمريكي .

## التعليم
تعلمت في جامعة هارفارد.

## مناصب وهيئات
أدارت جامعة هارفارد، وجامعة جورجتاون.

## روابط خارجية
- كاثلين كينيدي تاونسند على موقع IMDb (الإنجليزية)
- كاثلين كينيدي تاونسند على موقع إن إن دي بي (الإنجليزية)
- كاثلين كينيدي تاونسند على موقع قاعدة بيانات الفيلم (الإنجليزية)